# Federica Elisabetta di Sassonia-Eisenach
Federica Elisabetta di Sassonia-Eisenach (Altenkirchen, 5 maggio 1669 – Langensalza, 12 novembre 1730) fu una principessa di Sassonia-Eisenach.

## Biografia
Era figlia del duca Giovanni Giorgio I di Sassonia-Eisenach e di Giovannetta di Sayn-Wittgenstein.
Il 7 gennaio 1698 a Jena sposò il duca Giovanni Giorgio di Sassonia-Weissenfels.
La coppia ebbe sei figli:
- Federica (Weißenfels, 4 agosto 1701-Weissenfels, 28 febbraio 1706);
- Giovanni Giorgio (Weissenfels, 20 ottobre 1702-Weissenfels, 5 marzo 1703);
- Giovannetta Guglielmina (Weissenfels, 31 maggio 1704-Weissenfels, 9 luglio 1704);
- Giovannetta Amalia (Weissenfels, 8 settembre 1705-Weissenfels, 7 febbraio 1706);
- Giovanna Maddalena (Weissenfels, 17 marzo 1708-Lipsia, 25 gennaio 1760), che sposò Ferdinando Kettler, Duca di Curlandia;
- Federica Amalia (Weissenfels, 1º marzo 1712-Weissenfels, 31 gennaio 1714).

I duchi di Sassonia amavano circondarsi dal lusso: il duca consentiva alla moglie di spendere ingenti somme di denaro per arredare e abbellire i loro palazzi secondo il gusto barocco. Gli ampi giardini rispecchiavano lo stile francese di Versailles.
Elisabetta era tuttavia anche dedita ad opere di carità ed era molto attiva politicamente: fece avviare riforme sociali nel suo Stato e nel 1710 istituì a Langendorf anche un orfanotrofio che provvide a mantenere economicamente.

## Ascendenza
|                                              |                                     |                                            | Genitori                             |  |  | Nonni |  |  | Bisnonni                     |  |  | Trisnonni                                 |  |
|                                              |                                     |                                            |                                      |  |  |       |  |  | 8. Johann von Sachsen-Weimar |  |  | 16. Johann Wilhelm I von Sachsen-Eisenach |  |
|                                              |                                     |                                            |                                      |  |  |       |  |  | 8. Johann von Sachsen-Weimar |  |  | 16. Johann Wilhelm I von Sachsen-Eisenach |  |
|                                              |                                     | 17. Dorothea Susanne von der Pfalz-Simmern |                                      |  |  |       |  |  | 8. Johann von Sachsen-Weimar |  |  |                                           |  |
| 4. Wilhelm von Sachsen-Weimar                |                                     |                                            |                                      |  |  |       |  |  | 8. Johann von Sachsen-Weimar |  |  |                                           |  |
|                                              |                                     | 9. Dorothea Maria von Anhalt               | 18. Joachim Ernst von Anhalt         |  |  |       |  |  |                              |  |  |                                           |  |
|                                              |                                     | 9. Dorothea Maria von Anhalt               | 18. Joachim Ernst von Anhalt         |  |  |       |  |  |                              |  |  |                                           |  |
|                                              |                                     | 9. Dorothea Maria von Anhalt               | 19. Eleonore von Württemberg         |  |  |       |  |  |                              |  |  |                                           |  |
| 2. Johann Georg I von Sachsen-Eisenach       |                                     | 9. Dorothea Maria von Anhalt               |                                      |  |  |       |  |  |                              |  |  |                                           |  |
|                                              |                                     | 10. Johann Georg I von Anhalt-Dessau       | 20. Joachim Ernst von Anhalt (= 18)  |  |  |       |  |  |                              |  |  |                                           |  |
|                                              |                                     | 10. Johann Georg I von Anhalt-Dessau       | 20. Joachim Ernst von Anhalt (= 18)  |  |  |       |  |  |                              |  |  |                                           |  |
|                                              |                                     | 10. Johann Georg I von Anhalt-Dessau       | 21. Agnes von Barby                  |  |  |       |  |  |                              |  |  |                                           |  |
| 5. Eleonore Dorothea von Anhalt-Dessau       |                                     | 10. Johann Georg I von Anhalt-Dessau       |                                      |  |  |       |  |  |                              |  |  |                                           |  |
|                                              |                                     | 11. Dorothea von Pfalz-Simmern             | 22. Johann Kasimir von Pfalz-Simmern |  |  |       |  |  |                              |  |  |                                           |  |
|                                              |                                     | 11. Dorothea von Pfalz-Simmern             | 22. Johann Kasimir von Pfalz-Simmern |  |  |       |  |  |                              |  |  |                                           |  |
|                                              |                                     | 11. Dorothea von Pfalz-Simmern             | 23. Elisabeth von Sachsen            |  |  |       |  |  |                              |  |  |                                           |  |
| 1. Friederike Elisabeth von Sachsen-Eisenach |                                     | 11. Dorothea von Pfalz-Simmern             |                                      |  |  |       |  |  |                              |  |  |                                           |  |
|                                              | 12. Wilhelm II zu Sayn-Wittgenstein | 24. Ludwig I von Sayn-Wittgenstein         |                                      |  |  |       |  |  |                              |  |  |                                           |  |
|                                              | 12. Wilhelm II zu Sayn-Wittgenstein | 24. Ludwig I von Sayn-Wittgenstein         |                                      |  |  |       |  |  |                              |  |  |                                           |  |
|                                              | 12. Wilhelm II zu Sayn-Wittgenstein | 25. Elisabeth zu Solms-Laubach             |                                      |  |  |       |  |  |                              |  |  |                                           |  |
| 6. Ernst zu Sayn-Wittgenstein                | 12. Wilhelm II zu Sayn-Wittgenstein |                                            |                                      |  |  |       |  |  |                              |  |  |                                           |  |
|                                              |                                     | 13. Anne Elisabeth zu Sayn                 | 26. Hermann zu Sayn                  |  |  |       |  |  |                              |  |  |                                           |  |
|                                              |                                     | 13. Anne Elisabeth zu Sayn                 | 26. Hermann zu Sayn                  |  |  |       |  |  |                              |  |  |                                           |  |
|                                              |                                     | 13. Anne Elisabeth zu Sayn                 | 27. Elisabeth von Erbach             |  |  |       |  |  |                              |  |  |                                           |  |
| 3. Johannette zu Sayn-Wittgenstein           |                                     | 13. Anne Elisabeth zu Sayn                 |                                      |  |  |       |  |  |                              |  |  |                                           |  |
|                                              |                                     | 14. Georg III von Erbach                   | 28. Eberhard XII von Erbach          |  |  |       |  |  |                              |  |  |                                           |  |
|                                              |                                     | 14. Georg III von Erbach                   | 28. Eberhard XII von Erbach          |  |  |       |  |  |                              |  |  |                                           |  |
|                                              |                                     | 14. Georg III von Erbach                   | 29. Margareta zu Salm-Dhaun          |  |  |       |  |  |                              |  |  |                                           |  |
| 7. Louise Juliane von Erbach                 |                                     | 14. Georg III von Erbach                   |                                      |  |  |       |  |  |                              |  |  |                                           |  |
|                                              |                                     | 15. Maria von Barby-Mühlingen              | 30. Albrecht X von Barby-Mühlingen   |  |  |       |  |  |                              |  |  |                                           |  |
|                                              |                                     | 15. Maria von Barby-Mühlingen              | 30. Albrecht X von Barby-Mühlingen   |  |  |       |  |  |                              |  |  |                                           |  |
|                                              |                                     | 15. Maria von Barby-Mühlingen              | 31. Maria von Anhalt-Zerbst          |  |  |       |  |  |                              |  |  |                                           |  |
|                                              |                                     | 15. Maria von Barby-Mühlingen              |                                      |  |  |       |  |  |                              |  |  |                                           |  |